# Клара Заменхоф
Клара Заменхоф (на есперанто: Klara Zamenhof) е есперентистка, съпруга на Людвик Заменхоф.

## Биография
Родена е на 5 октомври 1863 г. в Каунас, Руска империя в семейството на Александро Зилберник и Года Мейеровна Зилберник.
През 1887 г. без колебание дава цялото си наследство за издаване на Unua libro – първия учебник по есперанто. Работи като сътрудник и секретар на съпруга си Людвик Заменхоф. След смъртта му участва активно в есперантисткото движение.
Има 3 деца: Адам Заменхоф (1888 – 1940), Зофия Заменхоф (1889 – 1942), Лидия Заменхоф (1904 – 1942). Умира на 6 декември 1924 г. във Варшава..